# Loužek
Loužek este o arie protejată (arie specială de conservare — SAC, sit de importanță comunitară — SCI) din Republica Cehă întinsă pe o suprafață de 12,11 ha, integral pe uscat.

## Localizare
Centrul sitului Loužek este situat la coordonatele 50°26′57″N 14°09′38″E / 50.449167°N 14.160556°E.

## Înființare
Situl Loužek a fost declarat sit de importanță comunitară în mai 2016 pentru a proteja 1 specie de animale. Situl a fost protejat și ca arie specială de conservare în septembrie 2018.

## Biodiversitate
Situată în ecoregiunea continentală, aria protejată conține 1 habitat natural: Păduri mixte riverane de Quercus robur, Ulmus laevis și Ulmus minor, Fraxinus excelsior sau Fraxinus angustifolia, de-a lungul marilor râuri (Ulmenion minoris).
La baza desemnării sitului se află o specie protejată de  nevertebrate: Cucujus cinnaberinus.